# Unicorn
|  | Per a altres significats, vegeu «Unicorn (constel·lació)». |

L'unicorn, també anomenat alicorn, és un ésser mitològic amb el cos de cavall i una llarga banya recta al mig del front. Històricament era de color blanc però en els darrers anys n'hi ha de molts colors. L'unicorn és un ésser impossible de caçar o domesticar, l'única persona que el podia sotmetre era una dona pura i simpàtica, que fascinava l'animal i el deixava immòbil. La seva banya podia curar de qualsevol verí i durant segles es van vendre bosses de suposada pols de banya d'unicorn. També apareixen llegendes on purifiquen les aigües.
L'unicorn continua ocupant un lloc en la cultura popular. Sovint s'utilitza com a símbol de fantasia o raresa, i durant la primera i segona dècades del segle XXI ha assolit una nova popularitat a la cultura d'internet, apareixent com a personatge a sèries de televisió infantil, com a iconografia en iniciatives de diversitat sexual i fins i tot en campanyes de màrqueting de venda de productes estètics.
El dia 9 d'abril se celebra el dia mundial de l'unicorn.

## Origen
Existeixen diverses teories sobre l'origen dels unicorns. Alguns estudiosos el fan derivar dels animals amb banyes orientals com el qilin xinès. D'altres atribueixen l'origen a la confusió amb animals reals exagerats o mal descrits en fonts antigues com el rinoceront, el narval, o els antílops. Els primers unicorns com a tals tenien cua de lleó i una barba de boc, eren més semblants a un monstre. Apareixen en la Bíblia i en descripcions zoològiques gregues (pensaven que era un animal real). Les primeres descripcions es deuen a Ctèsies, que va influir Aristòtil i Estrabó, entre d'altres. Posteriorment la seva imatge es va refinar i van acabar sent cavalls de gran bellesa amb una banya enmig del front. Els unicorns medievals i posteriors s'identifiquen amb el color blanc.

## Simbologia
L'unicorn és símbol de saviesa i puresa. Durant l'edat mitjana va passar a ser una imatge de Crist, amb la banya de la fe enmig del front, ocupant el centre dels pensaments i amb força per combatre l'infidel, tal com l'evoca Ambròs de Milà. També pot representar l'essència femenina, per això una verge l'amansia segons la llegenda. Això provocà que diverses representacions de la Verge Maria anessin acompanyades d'unicorns pintats. D'altres atribueixen un simbolisme fàl·lic a la seva banya, que per aquest motiu s'associa a donzelles.

## Banya

Emoji d'unicorn

La banya de l'unicorn, també coneguda com alicorn per metonímia, va ser un objecte preuat pels seus suposats poders i van aparèixer falsos comerciants de banyes i usos en obres reals com el tron danès, confeccionat parcialment amb banyes de narval. Aquestes banyes es podien vendre senceres o en fragments però el més usual era trobar-la com a ingredient en pols per a pocions o usos alquímics, amb receptes trobades en tractats medievals i renaixentistes.